# Dendrosoter interstitialis
Dendrosoter interstitialis är en stekelart som beskrevs av Szepligeti 1907. Dendrosoter interstitialis ingår i släktet Dendrosoter och familjen bracksteklar. Inga underarter finns listade i Catalogue of Life.